# April Heinrichs
April Dawn Heinrichs (* 27. Februar 1964 in Denver, Colorado) ist eine ehemalige US-amerikanische Fußballspielerin. Sie spielte von 1986 bis 1991 in der US-amerikanischen Nationalmannschaft, mit der sie 1991 die erste Weltmeisterschaft gewann. Von 2000 bis 2004 war sie erste weibliche Cheftrainerin der Nationalmannschaft und gewann mit ihr die Goldmedaille bei den Olympischen Spielen 2004. Derzeit ist sie technische Direktorin beim US-Verband für den Frauenfußball.

## Leben und Karriere
Heinrichs spielte von 1983 bis 1986 für die Tar Heels, die Mannschaft der University of North Carolina at Chapel Hill, mit denen sie dreimal die NCAA championships gewann. Sie erzielte 81 Tore für die Tar Heels, leistete bei 57 Toren die Vorarbeit („assists“), womit sie „NCAA's all-time leading scorer“ wurde und erhielt mehrere Auszeichnungen. In 90 Spielen ging sie 85-mal als Siegerin vom Platz. Sie war die erste Spielerin, deren Trikotnummer nach ihrem Abschied gesperrt wurde. Nach ihrem Bachelor in „radio, television and motion pictures“ spielte sie als Profi in Italien für Juventus und Prato Wonder.

### Nationalmannschaft
Ihr erstes Länderspiel bestritt sie mit 22 Jahren am 7. Juli 1986 beim 2:0 gegen Kanada, dem ersten Heimspiel der US-Amerikanerinnen. Sie war dann sofort Stammspielerin. Ihr erstes Länderspieltor erzielte sie am 20. Juli 1986 beim 2:1 gegen China in Jesolo, Italien bei der „Mundialito“. Ihr letztes Länderspiel war das WM-Finale 1991 gegen Norwegen, durch das die USA erstmals Weltmeister wurde. Heinrichs war Mannschaftskapitän in der Weltmeistermannschaft und galt zusammen mit Michelle Akers und Carin Jennings als „the triple-edged sword“. Drei Jahre zuvor hatte sie mit ihrer Mannschaft das Viertelfinale des FIFA-Frauen-Einladungsturniers 1988 in der Volksrepublik China erreicht, dort aber gegen den späteren Sieger und Finalgegner von 1991 noch verloren.
Ihren ersten bedeutenden Titel mit der Nationalmannschaft gewann sie bei den CONCACAF Women’s Championship 1991, die als Qualifikation für die erste WM der Frauen angesetzt waren. Beim 12:0 gegen Martinique – zusammen mit dem 12:0 gegen Mexiko zwei Tage vorher bis zum 20. Januar 2012 der höchste Sieg der USA – erzielte sie ihren einzigen „Dreierpack“. Insgesamt erzielte sie acht Tore bei der Meisterschaft und war damit hinter Michelle Akers (11 Tore) zweitbeste Torschützin des Turniers. Zudem wurden sie und Shannon Higgins gegen Martinique mit ihrem 33. Länderspiel Rekordnationalspielerinnen der USA. Da Heinrichs im Gegensatz zu Higgins im nächsten Spiel aber nicht eingesetzt wurde, war Higgins für ein Spiel alleinige Rekordnationalspielerin. Denn im darauf folgenden Spiel wurde Higgins nicht eingesetzt. Da aber Debbie Belkin in dem Spiel auch ihr 34. Länderspiel machte, gab es nun drei Rekordnationalspielerinnen. Zusammen dehnten die drei Spielerinnen den Rekord bis zum 5. Juni 1991 auf 40 Spiele aus, dann kam Heinrichs den gesamten August und September nicht zum Einsatz, während die beiden anderen den Rekord weiter ausbauen konnten. Für die beiden WM-Vorbereitungsspiele im Oktober gegen China und die WM 1991 wurde Heinrichs dann aber wieder berücksichtigt. Bei der WM kam sie in allen Spielen außer dem dritten Gruppenspiel gegen Japan zum Einsatz. Dabei erzielte sie zweimal zwei Tore – im zweiten Gruppenspiel gegen Südamerikameister Brasilien und im Halbfinale gegen Europameister Deutschland. Mit dem WM-Sieg beendete sie ihre Karriere als aktive Spielerin. In 46 Spielen, bei denen sie 43-mal in der Startelf gestanden hatte, erzielte sie 35 Tore.

### Trainerin
Schon während ihrer aktiven Zeit arbeitete sie als Trainerin an der Princeton University. Von 1991 bis 1995 war sie Trainerin an der University of Maryland und von 1996 bis 1999 an der University of Virginia. Schon während dieser Zeit war sie Co-Trainerin der Nationalmannschaft, die 1996 beim ersten olympischen Fußballturnier der Frauen bei den Olympischen Spielen in Atlanta die Goldmedaille gewann. Nach den Olympischen Spielen wurde sie Cheftrainerin der U-16-Mannschaft und im Jahr 2000 Cheftrainerin der Nationalmannschaft sowie technische Direktorin des „U.S. Women’s National Team programs“. Sie war die erste weibliche Cheftrainerin der USA und bis heute die einzige Trainerin, die selber für die US-Nationalmannschaft spielte. Als Trainerin gewann sie mit der Nationalmannschaft dreimal den Algarve-Cup, den Gold-Cup 2000 und 2002, bei den Olympischen Spielen in Sydney in ihrem ersten Jahr als Cheftrainerin die Silbermedaille und vier Jahre später in ihrem letzten Jahr als Cheftrainerin die Goldmedaille in Athen. Bei der Heim-WM 2003 scheiterte ihre Mannschaft dagegen im Halbfinale am späteren Weltmeister Deutschland, gewann gegen den Nachbarn Kanada aber das Spiel um Platz 3. Im Januar 2005 gab sie ihren Rücktritt als Nationaltrainerin bekannt. Ihr letztes Spiel als Cheftrainerin am 8. Dezember 2004 war zugleich das letzte Spiel der Spielerinnen Mia Hamm, Julie Foudy, Brandi Chastain und Cindy Parlow, mit denen sie noch zusammen gespielt hatte. Sie betreute insgesamt 124-mal die Nationalmannschaft, so oft wie keiner ihrer Vorgänger oder Nachfolger.
Von 2007 bis 2010 war sie „high performance director“ des Olympischen Komitees der USA.
Anfang 2011 wurden sie und Jill Ellis technische Direktorinnen des US-Verbandes. Sie ist insbesondere für die U-18- und U-20-Mannschaft zuständig.

## Erfolge

### Als Spielerin
- CONCACAF Women’s Championship-Siegerin 1991
- Weltmeisterin 1991

### Als Trainerin
- Olympiasiegerin 1996 (als Co-Trainerin) und 2004
- Silbermedaille bei den Olympischen Spielen 2000
- WM-Dritte 1995 (als Co-Trainerin) und 2003
- Sieg beim CONCACAF Women’s Gold Cup 2000 und 2002
- Algarve-Cup-Siegerin 2000, 2003 und 2004

## Auszeichnungen
- U.S. Soccer Female Athlete of the Year 1986 und 1989
- „Female player of the 1980s“ by Soccer America magazine
- 1998: Erste weibliche Spielerin in der Soccer Hall of Fame[6]